# 유나이티드 항공
유나이티드 항공(영어: United Airlines)은 시카고에 본사를 둔 미국의 항공사로 괌의 앤토니오 B. 원 팻 국제공항을 비롯해 미국의 덴버 국제공항, 조지 부시 인터콘티넨털 공항, 로스앤젤레스 국제공항, 뉴어크 리버티 국제공항, 시카고 오헤어 국제 공항, 샌프란시스코 국제공항이 허브 공항으로, 모기업은 유나이티드 콘티넨탈 홀딩스이다.

## 역사
1926년 월터 바니가 세운 바니 항공(영어: Varney Airlines) 회사를 설립해 항공 우편배달 업무를 시작했다. 1927년 보잉 항공기 회사의 설립자인 윌리엄 보잉이 바니 항공을 비롯한 여러 항공사를 사들이고 사업 규모를 확대해 4개의 항공 회사가 1934년에 합병되어 현재의 명칭으로 변경되었다. 1986년 미국 전 지역과 173개 도시를 잇는 노선을 확보했고 1991년에 팬아메리칸 월드 항공(영어: Pan American World Airways, Inc.)이 도산하면서 대서양 횡단과 유럽 노선을 인수했다. 1997년 에어 캐나다, 루프트한자, 타이항공, 스칸디나비아 항공과 함께 최초의 항공 동맹인 스타얼라이언스를 창립했다. 2001년에 9·11 테러와 경기 불황에 따른 항공 수요 감소 및 저가 항공사의 출혈 경쟁으로 경영상 압박을 받아오다가 2002년 부채를 상환하지 못해 파산 보호를 신청까지 하면서 경영이 악화하기도 했지만 직원 감원, 임금 삭감 등의 구조조정을 하여 사세회복에 애쓰고 있는 와중에 2003년에 파산을 이겨내기 위해 전략의 하나로 저가 항공사인 테드 항공을 출범하여 미국과 멕시코를 운항했으나 2009년에 합병되었다. 이후 유나이티드 항공은 역시 미국 내의 최대 항공사 중 하나인 콘티넨털 항공과 합병하게 된다. 2011년 11월 30일 해당 합병안이 미국 연방 항공국에 의해 최종 승인되었고, 이로 인해 콘티넨털 항공과 합병되었다. 합병 후 UAL 코퍼레이션이라는 회사명은 유나이티드 콘티넨탈 홀딩스로 회사명이 변경되는 것으로 가까스로 유지되고, 모든 시스템부터 비행기의 도색까지 기존 콘티넨털 항공으로 통일 하는데 합의하였다. 합병 초기에 시스템 통합 작업이 완료되기 전까지 별개의 항공사로 운영되었다. 2012년 이후에 시스템 통합이 완료되면서 비행기 도색도 전부 기존 콘티넨털 항공의 도장으로 바뀌게 되면서 합병 작업이 완전히 마무리되었다. 그러나 기존 유나이티드 항공 도장의 흔적은 아주 조금 남아 있어서 아직 미국 내 일부 공항에서 기존 유나이티드 항공 도장에 기존 콘티넨털 항공의 로고가 남아 있는 기종을 볼 수 있다.

## 운항 노선
- 2013년 8월 현재 유나이티드 항공은 다음과 같은 노선을 취항하고 있다.

### 코드쉐어 협정
- 유나이티드 항공은 다음과 같은 항공사와 코드쉐어 협정을 맺고 있다.

| - LOT 폴란드 항공 (스타얼라이언스) - TACA 항공 (스타얼라이언스) - TAP 포르투갈 (스타얼라이언스) - 그레이트 레이크스 항공 - 남아프리카 항공 (스타얼라이언스) - 루프트한자 (스타얼라이언스) - 브뤼셀 항공 (스타얼라이언스) - 스위스 국제항공 (스타얼라이언스) - 스칸디나비아 항공 (스카이팀) - 싱가포르 항공 (스타얼라이언스) | - 아비앙카 항공 (스타얼라이언스) - 아에로마르 - 아시아나항공 (스타얼라이언스) - 아이슬란드 항공 - 아줄 브라질 항공 - 에바 항공 (스타얼라이언스) - 에어 뉴질랜드 (스타얼라이언스) - 에어 돌로미티 - 에어 링구스 - 에어 캐나다 (스타얼라이언스) | - 에티오피아 항공 (스타얼라이언스) - 오스트리아 항공 (스타얼라이언스) - 유로윙스 - 전일본공수 (스타얼라이언스) - 중국국제항공 (스타얼라이언스) - 중국남방항공 - 카타르 항공 (원월드) - 케이프 에어 - 코파 항공 (스타얼라이언스) - 코파 항공 콜롬비아 | - 크로아티아 항공 (스타얼라이언스) - 터키항공 (스타얼라이언스) - 하와이안 항공 |  |

### 허브 공항통계
- 2014년 2월 기준으로 유나이티드 항공의 허브 공항 통계는 다음과 같다.

## 보유 기종

### 현재 사용하는 기종
- 2021년 3월을 기준으로 유나이티드 항공은 다음의 항공기를 보유하고 있다.[10][11]

## 자회사 및 제휴 항공사

### 테드 항공

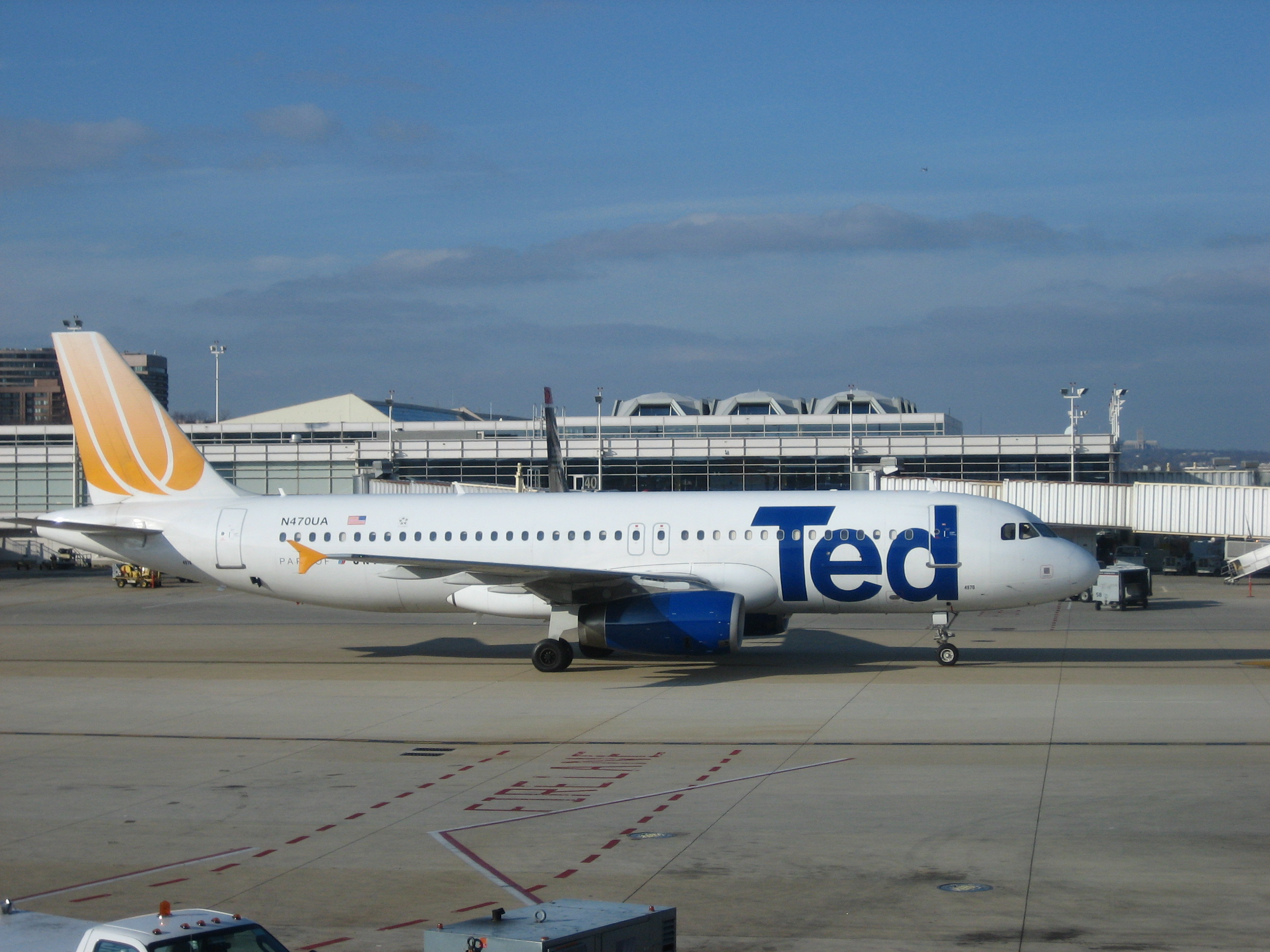
테드 항공의 에어버스 A320-200

테드 항공(영어: Ted Airlines)은 한 때 존재했던 미국의 저가 항공사이자 유나이티드 항공의 자회사로 설립 배경은 2001년에 9·11 테러와 경기 불황에 따른 항공 수요 감소 및 저가 항공사의 출혈 경쟁으로 경영상 압박을 받아오다가 2002년 부채를 상환하지 못해 파산 보호를 신청까지 하면서 경영이 악화하기도 했지만 직원 감원, 임금 삭감 등의 구조조정을 하여 사세회복에 애쓰고 있는 와중에 2003년 당시 유나이티드 항공의 파산을 이겨내기 위해 전략의 하나로 저가 항공사로 출범하여 미국과 멕시코를 운항했다. 하지만 2008년에 급격한 유가 상승을 반영한 연료 가격의 상승을 받고 같은 해 6월 유나이티드 항공이 발표한 구조 조정 방안의 일환으로 운항을 중단했고 2009년에 유나이티드 항공으로 합병했다. 당시 보유 기종은 에어버스 A320-200이 있으며 총 57대의 항공기로 운항했다. 유나이티드 항공과 마찬가지로 당시 테드 항공은 스타 얼라이언스의 일원에 속했다. 따라서 스타 얼라이언스에 가입하는 마일리지 프로그램의 회원은 추가 조건을 만족하면 유나이티드 항공과 같은 조건으로 마일을 획득할 수 있다. 다만 엘리트 회원의 경우 우선 탑승과 라운지 맨유 항공편과 같은 조건에서 사용할 수 있다. 기종은 유나이티드 항공의 새로운 도장과 같은 오렌지 계통의 큰 U마크가 꼬리에 그려져 있다. 공항 기둥 광고에 테드는 유나이티드와 파트너(영어: Ted is part of United) 라고 쓰여져 있다.

### 유나이티드 익스프레스
유나이티드 익스프레스(영어: United Express)는 1985년에 설립된 유나이티드 항공의 자회사로 유나이티드 항공의 허브 공항과 미국과 캐나다의 소규모 도시를 운항하며 유나이티드 항공과 계약에 따라 자회사 제품에 유나이티드 항공의 도장을 적용하며 유나이티드 항공의 편명을 사용하여 운항하고 있다. 또한 장비만 아니라 조종사와 승무원 등을 회사가 제공하고 있다. 또한 테드 항공과 마찬가지로 스타 얼라이언스의 각종 서비스를 받을 수 있다. 현재 292대의 항공기와 11개의 지역 항공사를 보유하고 있으며 2011년 11월 30일 미국의 항공사 업계 4위 기업인 콘티넨탈 항공과 합병되면서 같은 지역 항공사인 콘티넨탈 커넥션과 콘티넨탈 익스프레스를 합병 하면서 규모를 늘렸다.

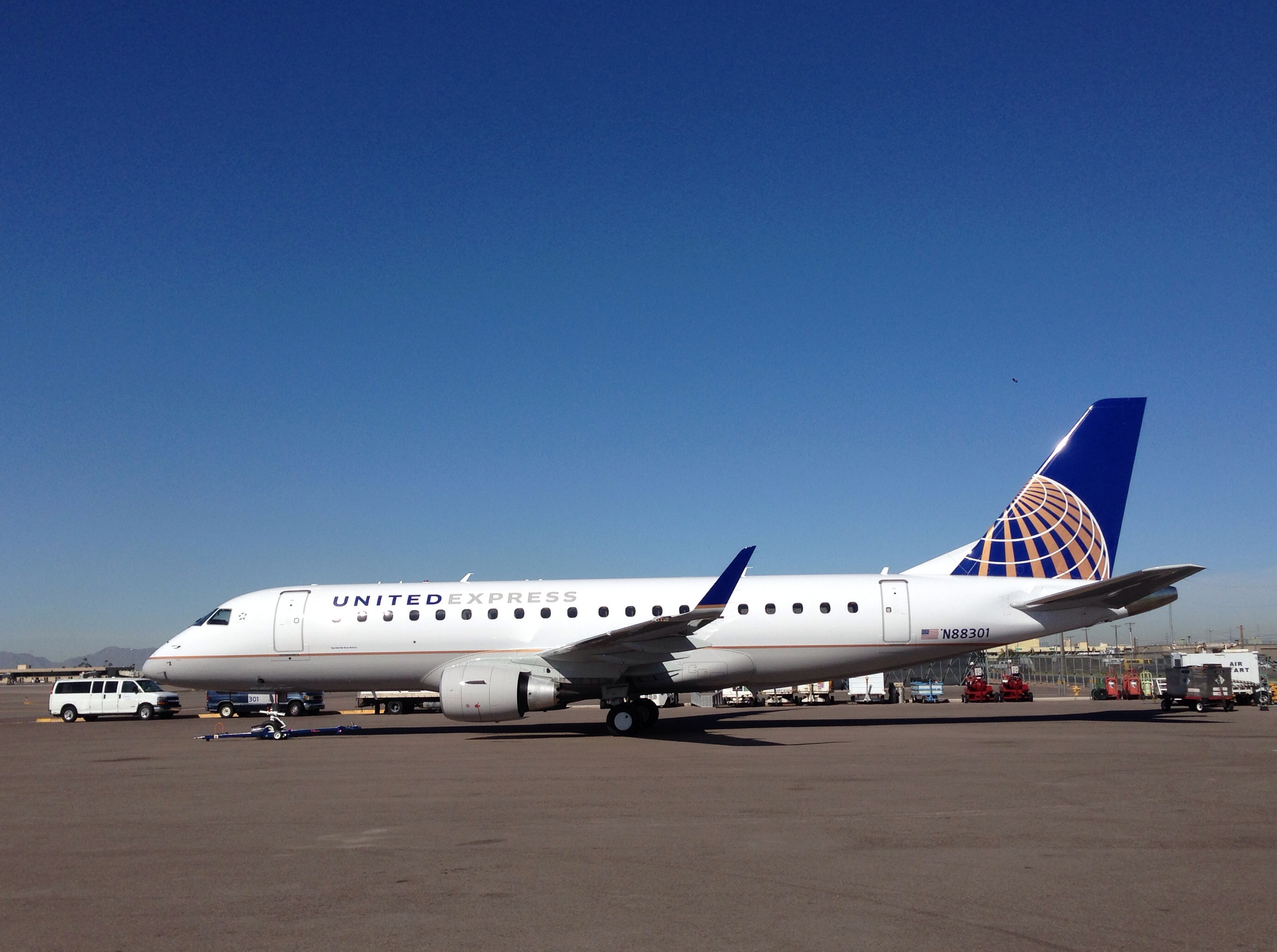
유나이티드 익스프레스의 엠브라에르 E-175

### 유나이티드 피에스
유나이티드 피에스(영어: United p.s.)는 유나이티드 항공에서 제공하는 프리미엄 서비스로 스타 얼라이언스 회원 항공사에 해당된다. 당시 유나이티드 항공의 파산을 이겨내기 위해 전략의 하나로 2004년에 설립 했으며 주 서비스는 각 클래스는 정기 항공편에서 제공하나 특정 시설을 포함하고 있다. 보유 기종은 보잉 757-200이 있으며 총 13대의 항공기로 운항하고 있다. 허브 공항은 샌프란시스코 국제공항을 비롯해 존 F. 케네디 국제공항과 로스앤젤레스 국제공항이 있다. 2011년 11월 30일에 콘티넨탈 항공과 합병을 했지만 다만 유나이티드 피에스에서 제공하는 피에스 서비스의 경우 그대로 유지된다.

### 유나이티드 셔틀
유나이티드 셔틀(영어: Shuttle by United)은 한 때 존재했던 항공사로 미국의 저가 항공사인 사우스웨스트 항공에 대항하기 위해 설립한 회사로 유나이티드 항공의 자회사이자 미국의 저가 항공사로 1994년에 설립되어 2001년에 파산된 항공사로 당시 보유 기종은 보잉 737-300, 보잉 737-500으로 운항했다. 1999년에 허브 공항이 로스앤젤레스 국제공항으로 지정되었다. 하지만 2002년 12월 유나이티드 항공 측은 파산을 선고 했으며 2003년에 별도로 미국의 저가 항공사인 테드 항공을 설립 했으나 2009년에 유나이티드 항공에 합병되었다.

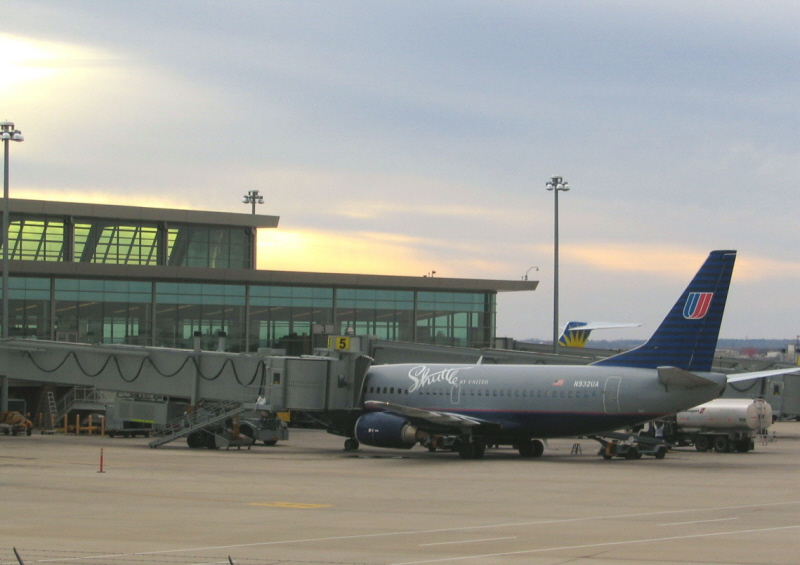
유나이티드 셔틀의 보잉 737-500 (퇴역)

### 스타얼라이언스회원과코드쉐어
유나이티드 항공은 세계 최대 항공 동맹인 스타얼라이언스의 창립 회원으로 아시아나항공과 루프트한자, 타이 항공 등을 포함한 17개의 스타얼라이언스 가맹 항공사와 코드쉐어 항공편을 운항하고 있다. 한편 전일본공수는 2011년 4월 1일부터 합작 투자를 통해 환태평양 항공편 운항 협력을 공고히 하고, 더욱 통합된 시스템을 구축하고 있다. 싱가포르 항공 등 일부 항공사는 코드셰어 항공편을 운항하고 있지 않다.

## 사건 및 사고
- 1956년 6월 30일, 그랜드 캐넌 상공 21,000피트에서 트랜스월드 항공 002편과 유나이티드 항공 718편 항공기가 충돌해 추락하여 양 비행기에 타고 있던 승무원 승객 128명 전원이 사망하는 사고가 발생했다.(그랜드 캐니언 공중충돌 사고) 이 사고로 인해 1958년에 연방 항공법 제정되어 이를 근거로 항공수송의 안전을 유지하는 기관으로 미국 연방 항공국이 설립되었다.
- 1989년 2월 24일, 샌프란시스코 국제공항을 출발하여 로스앤젤레스, 호놀룰루, 오클랜드를 마지막으로 기착하여 시드니 킹스포드 국제공항으로 도착할 예정이었던 유나이티드 항공 811편의 보잉 747-100 여객기가 화물칸 도어의 적당하지 않은 디자인과 화물 적재 담당자의 부주의로 인해 비행 중 화물칸 도어의 열림으로 폭발적 감압현상이 생겼고 객실에 구멍이 생겨서 3번 엔진과 4번 엔진에 화재가 발생하였다. 조종사들은 이 두 엔진을 끄고 호놀룰루에 무사히 착륙하였다. 9명이 사망하고 38명이 부상을 입었지만 다행히 대부분의 승객들은 생존했으며, 이 사건으로 보잉사는 화물칸의 디자인을 바꿨고 조종사들은 사고 당시의 영웅적인 대처로 상을 받았다.
- 1989년 7월 19일, 2번엔 진의 피로파괴로 인하여 유압시스템을 박살낸 유나이티드 항공 232편 여객기가 미국 아이오와주 수시티 공항에 불시착하면서 화염에 휩싸였으나, 조종사 및 부조종사 승객으로 탑승한 기장의 뛰어난 조종술 및 지상 구조대원들의 신속한 구출로 탑승객 296명 중 승객과 승무원 을 포함해 184명이 생존하고, 111명이 사망한 사건이다. (콕핏에 있던 기장, 부기장, 승객으로 탑승한 기장, 항공기관사 포함 4명 은 생존)
- 2001년 9월 11일, 미국 뉴저지주 뉴어크 리버티 국제공항을 출발하여 샌프란시스코 국제공항으로 향하던 유나이티드 항공 93편이 납치되어 펜실베이니아주 서머싯 카운티의 스토니크릭에 추락해 납치범을 포함한 승객과 승무원 44명 전원이 사망했다.
- 2001년 9월 11일, 미국 매사추세츠주 보스턴 로건 국제공항을 출발하여 로스엔젤레스 국제공항으로 향하던 유나이티드 항공 175편이 납치되어 세계무역센터 남쪽 건물에 충돌하여 비행기에 타고 있던 승무원과 승객이 전원 사망했다.
- 2017년 4월 9일 유나이티드 항공 3411편 항공기에서 유나이티드 항공 직원이 한 승객을 강제적으로 끌어낸 사건이 발생하였으며 이 장면을 촬영한 동영상이 인터넷에 유포되었다.

## 같이 보기
- 미국의 교통

## 사진

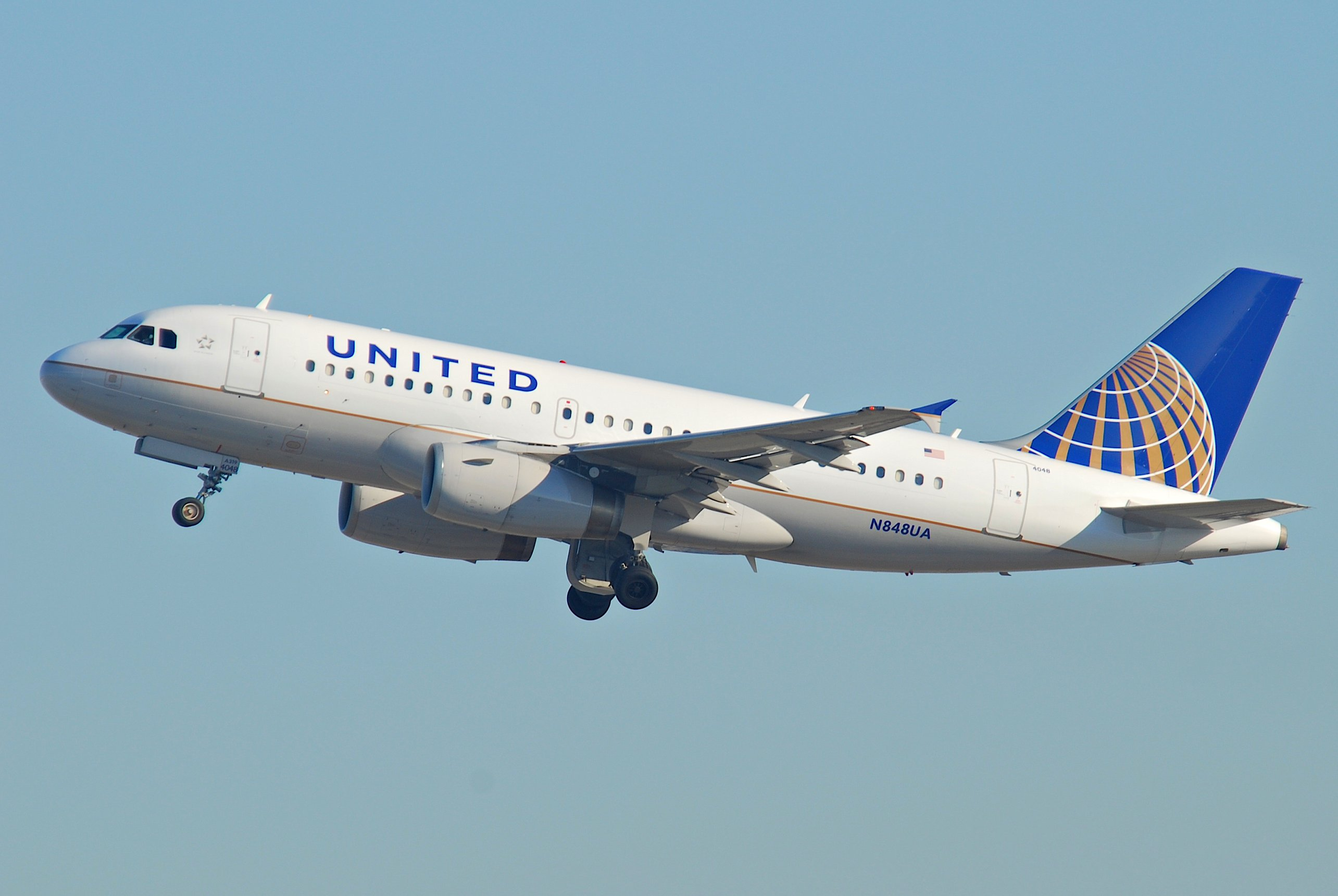
유나이티드 항공의 에어버스 A319-100
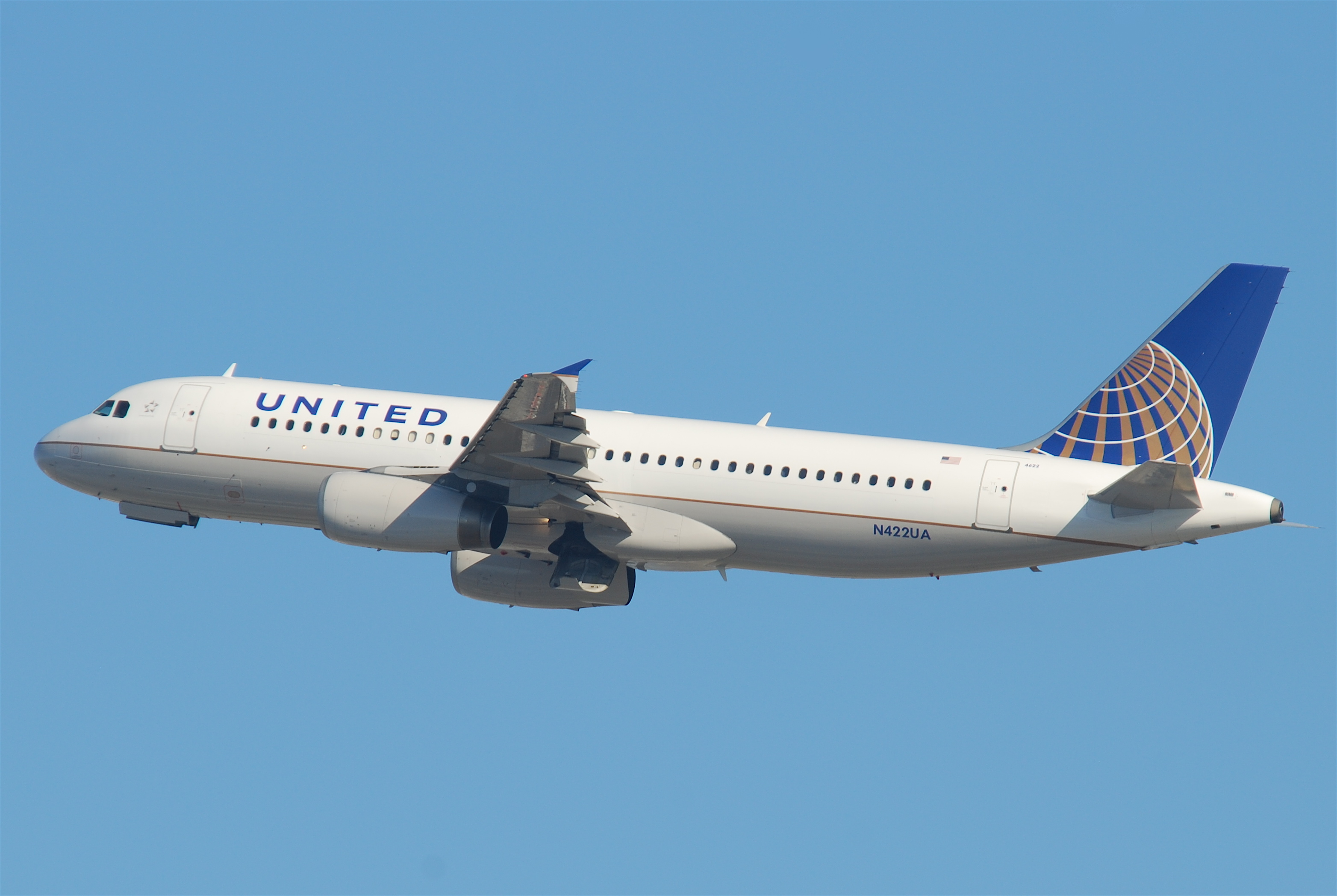
유나이티드 항공의 에어버스 A320-200
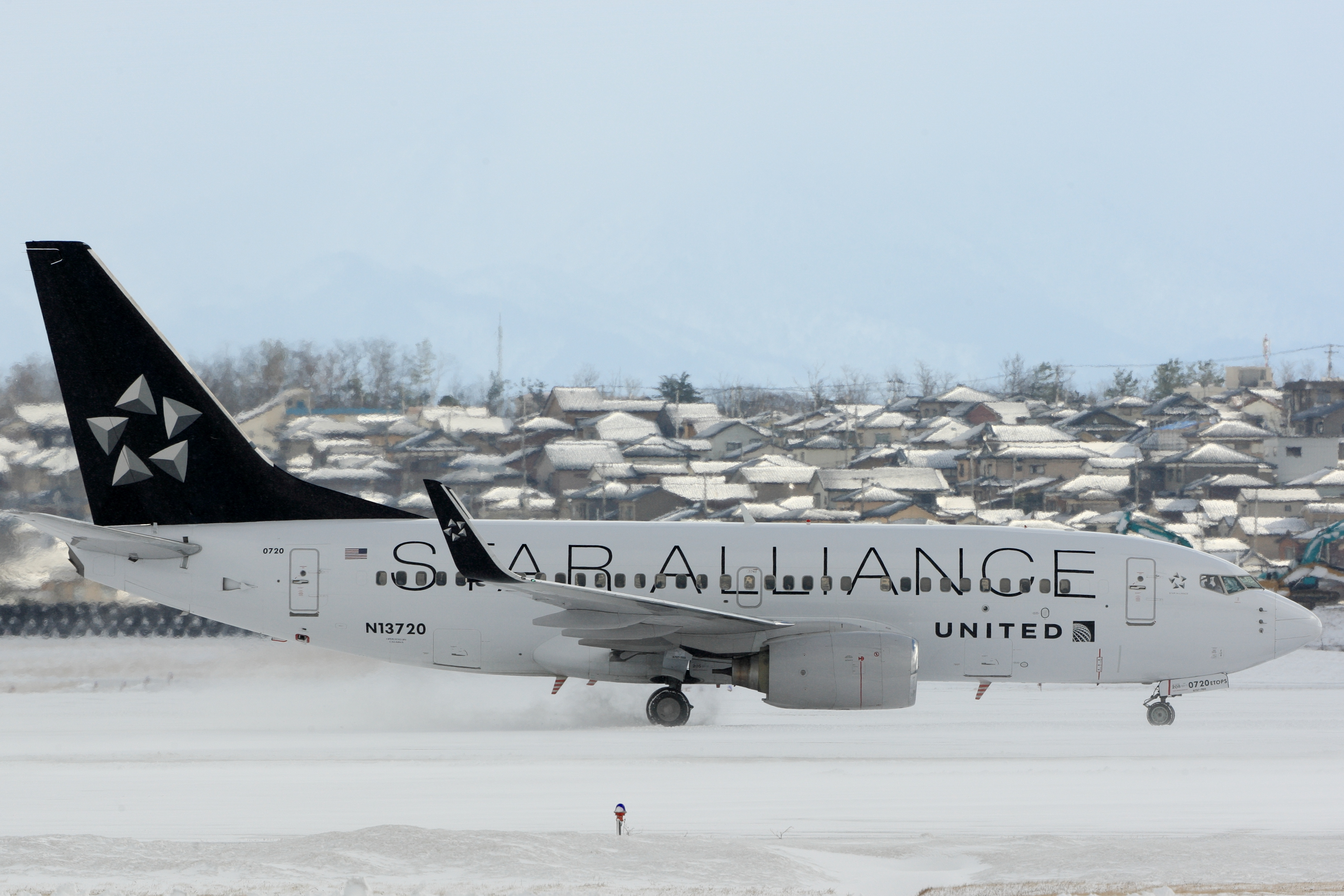
스타 얼라이언스 도장을 적용한 유나이티드 항공의 보잉 737-700
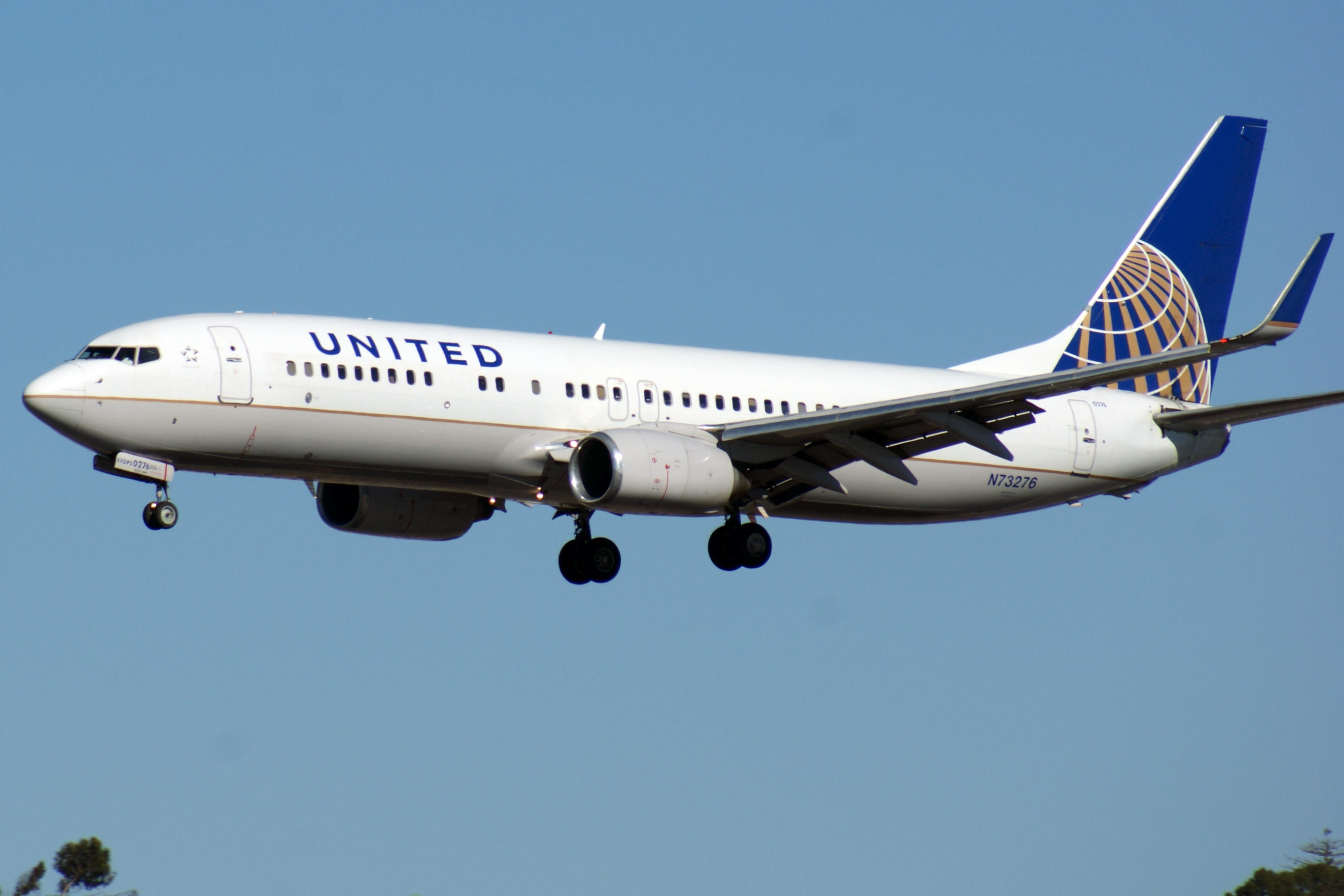
유나이티드 항공의 보잉 737-800
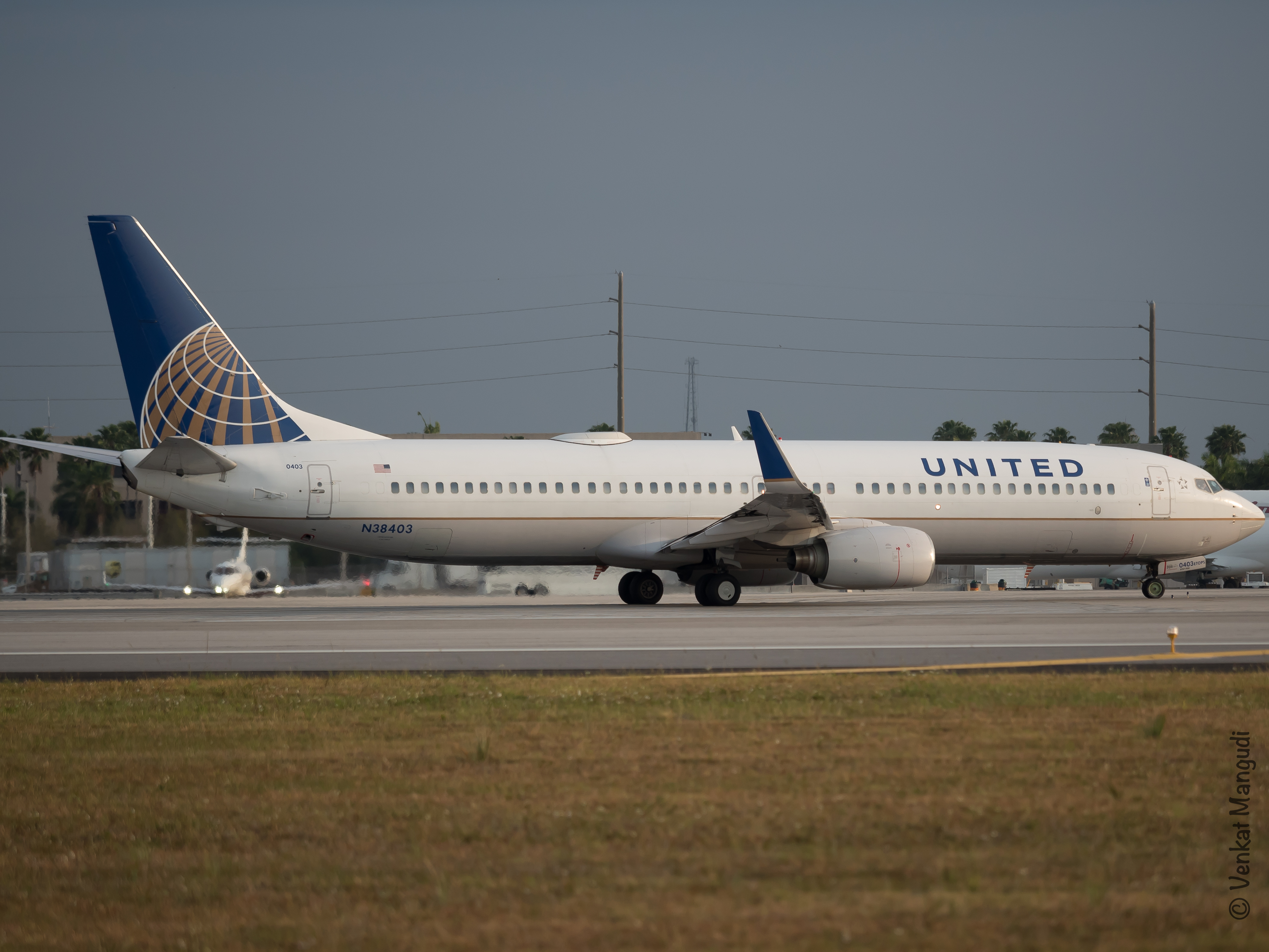
유나이티드 항공의 보잉 737-900
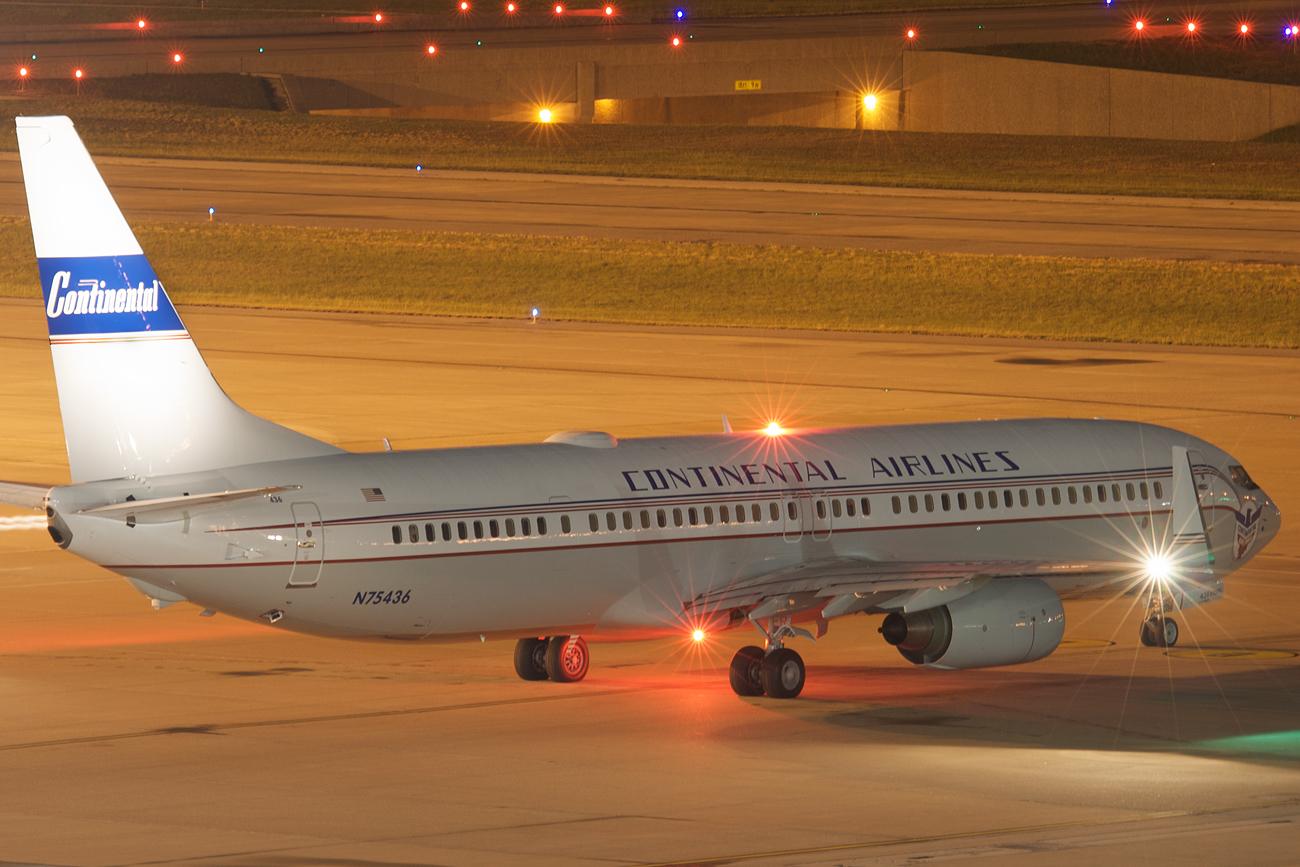
컨티넨탈 항공 70년대 도장을 적용한 유나이티드 항공의 보잉 737-900ER
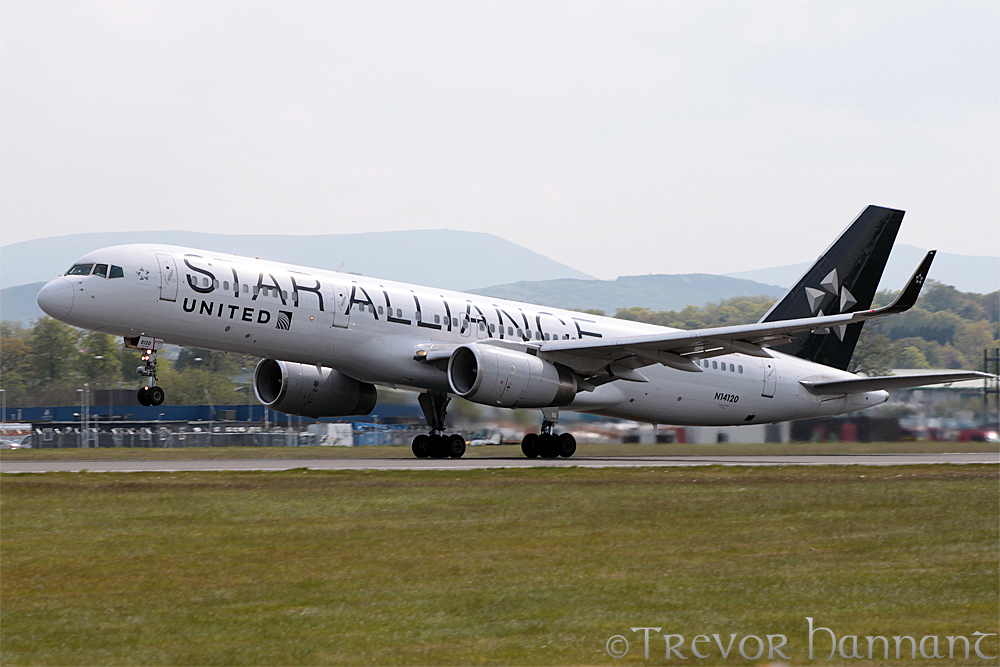
스타 얼라이언스 도장을 적용한 유나이티드 항공의 보잉 757-200
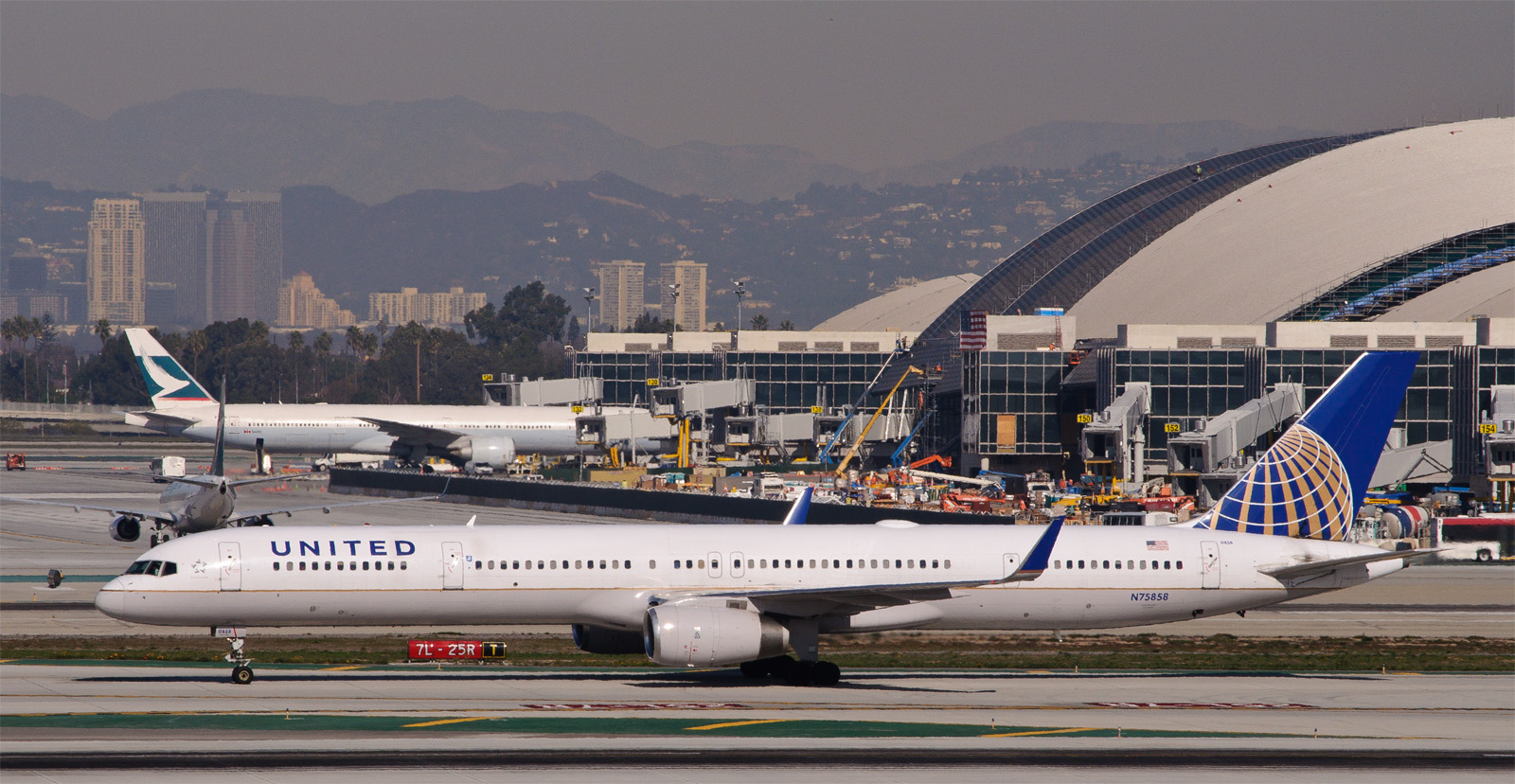
유나이티드 항공의 보잉 757-300
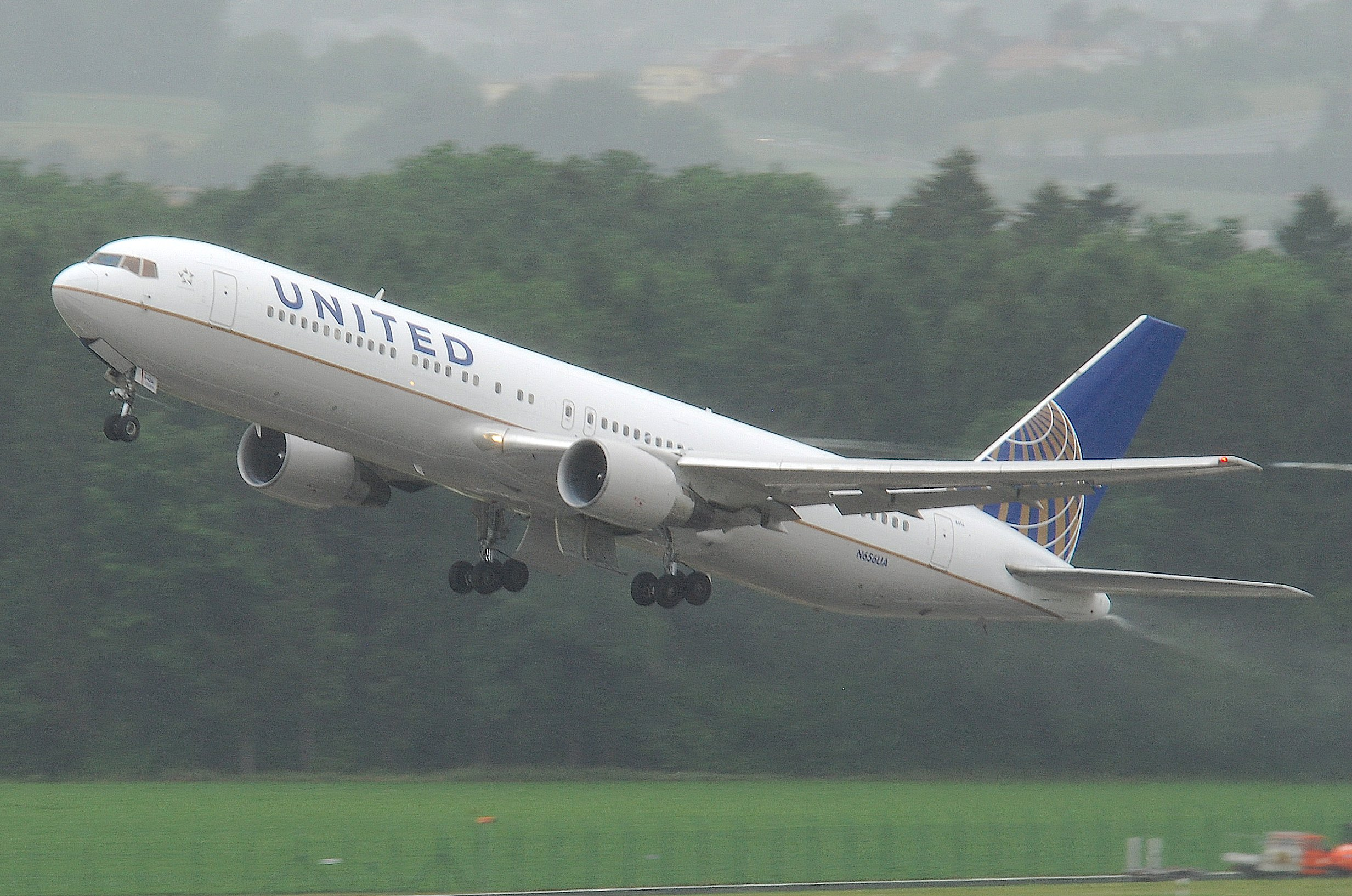
유나이티드 항공의 보잉 767-300ER
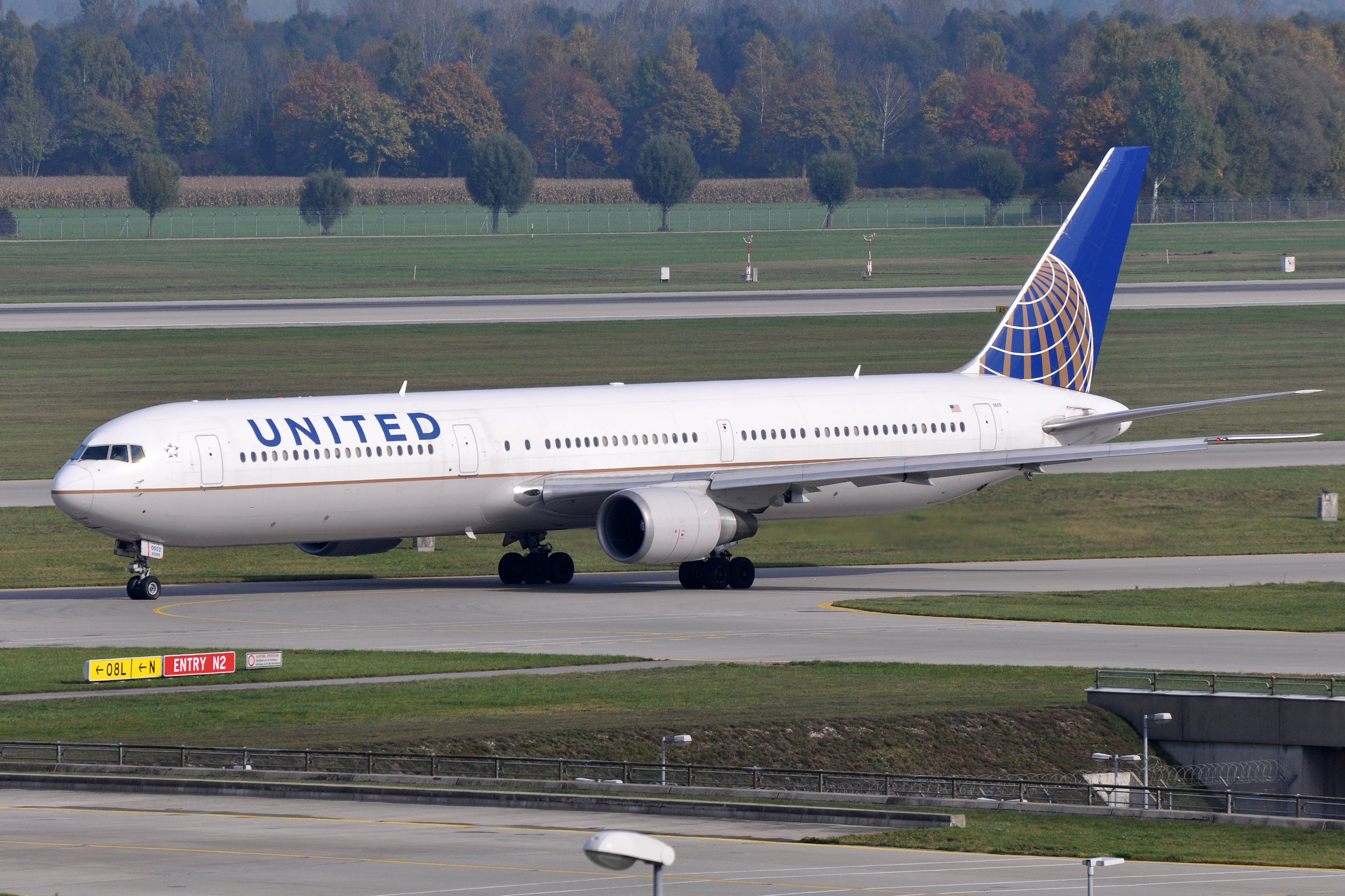
유나이티드 항공의 보잉 767-400ER
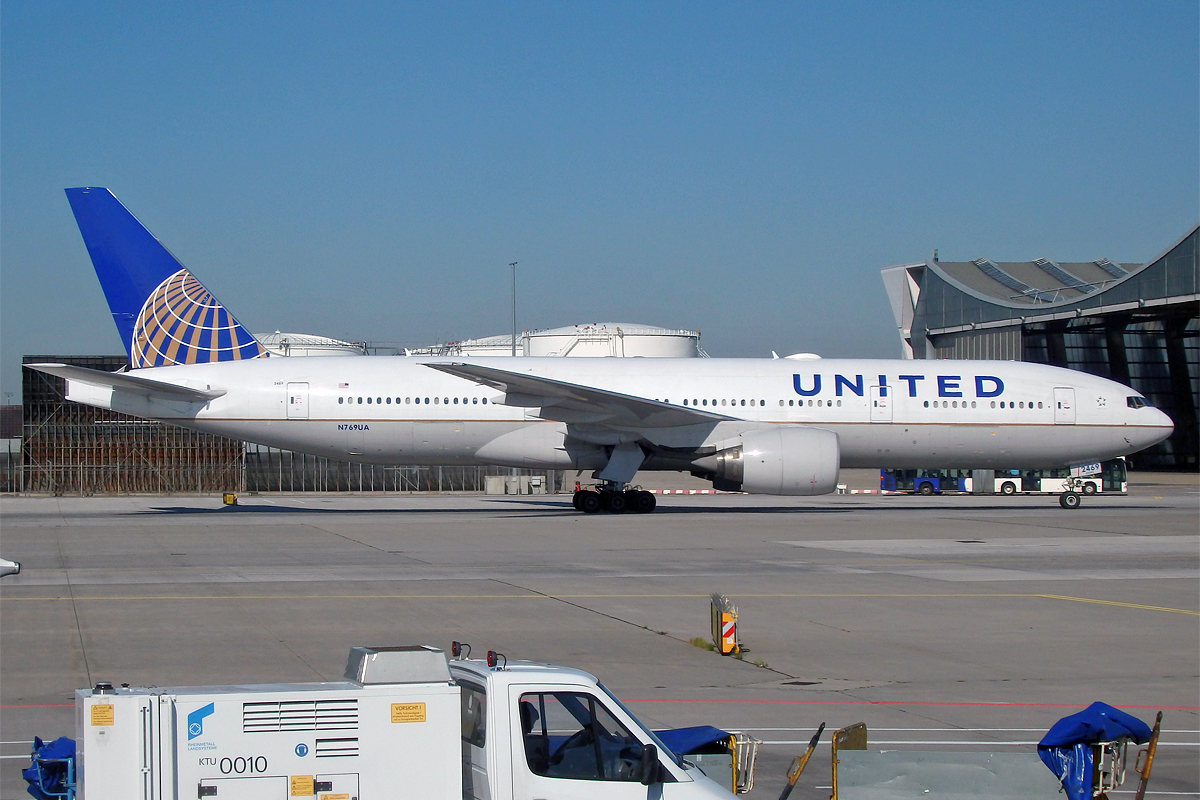
유나이티드 항공의 보잉 777-200
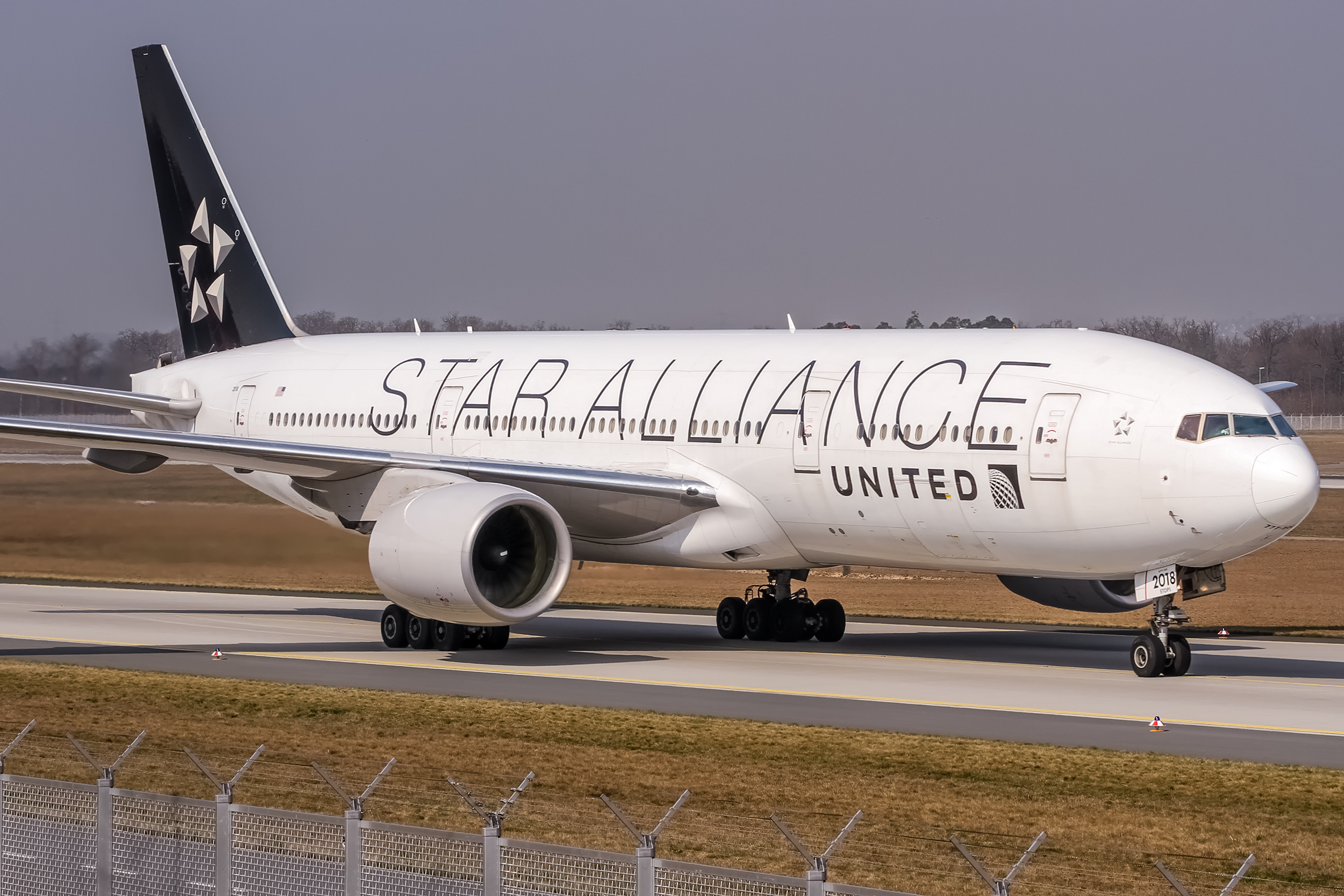
스타 얼라이언스 도장을 적용한 유나이티드 항공의 보잉 777-200ER
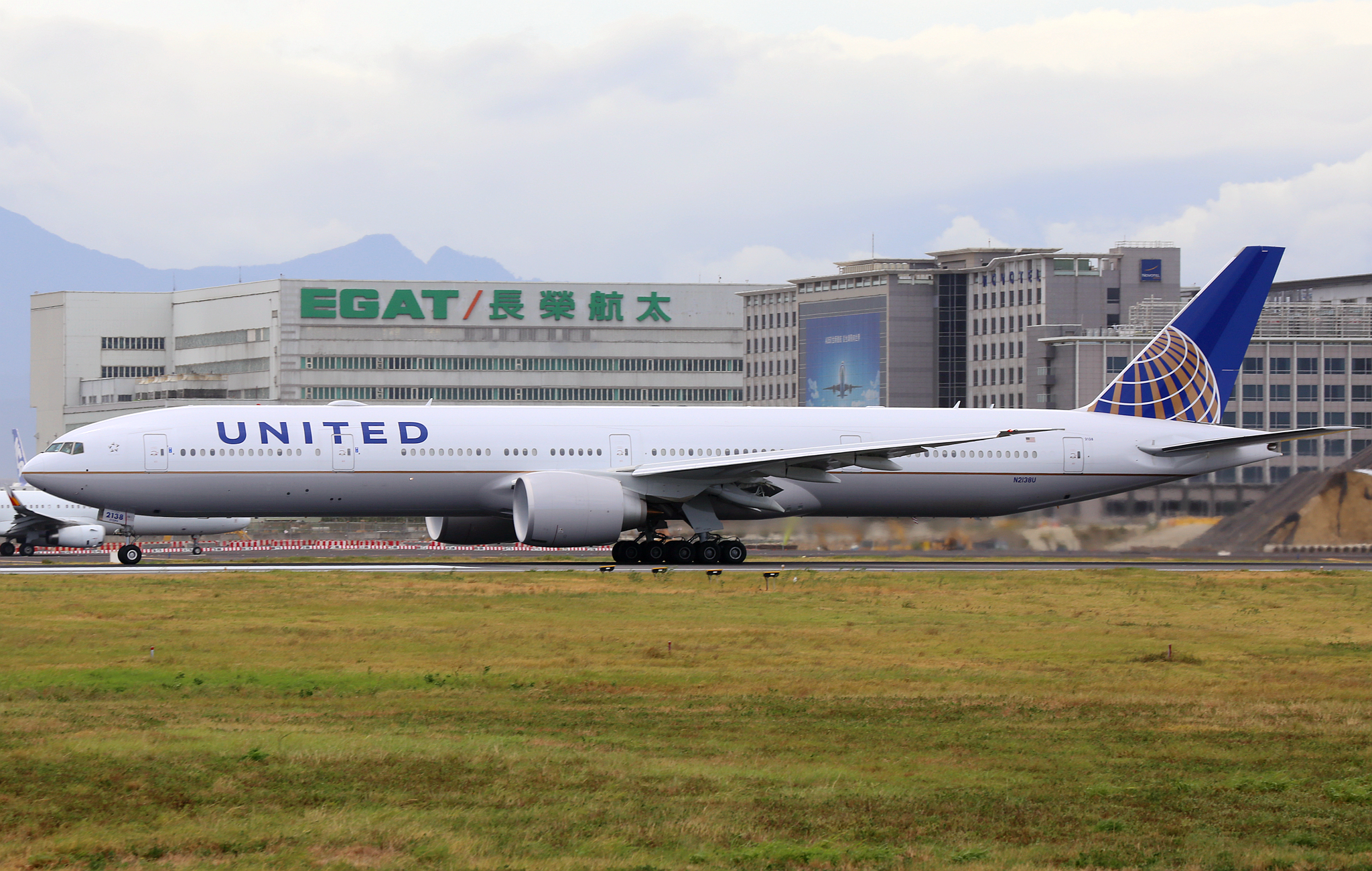
유나이티드 항공의 보잉 777-300ER
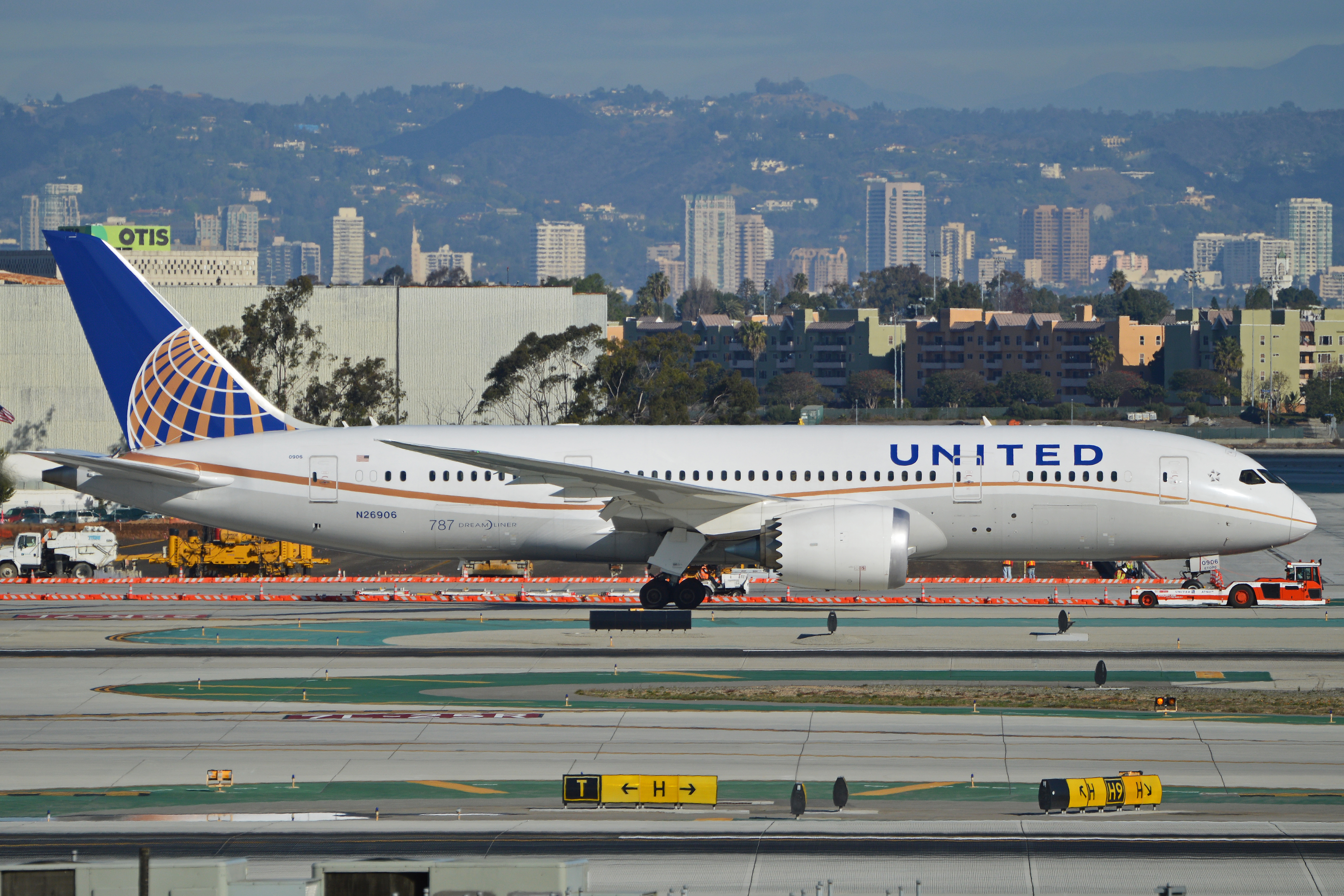
유나이티드 항공의 보잉 787-8
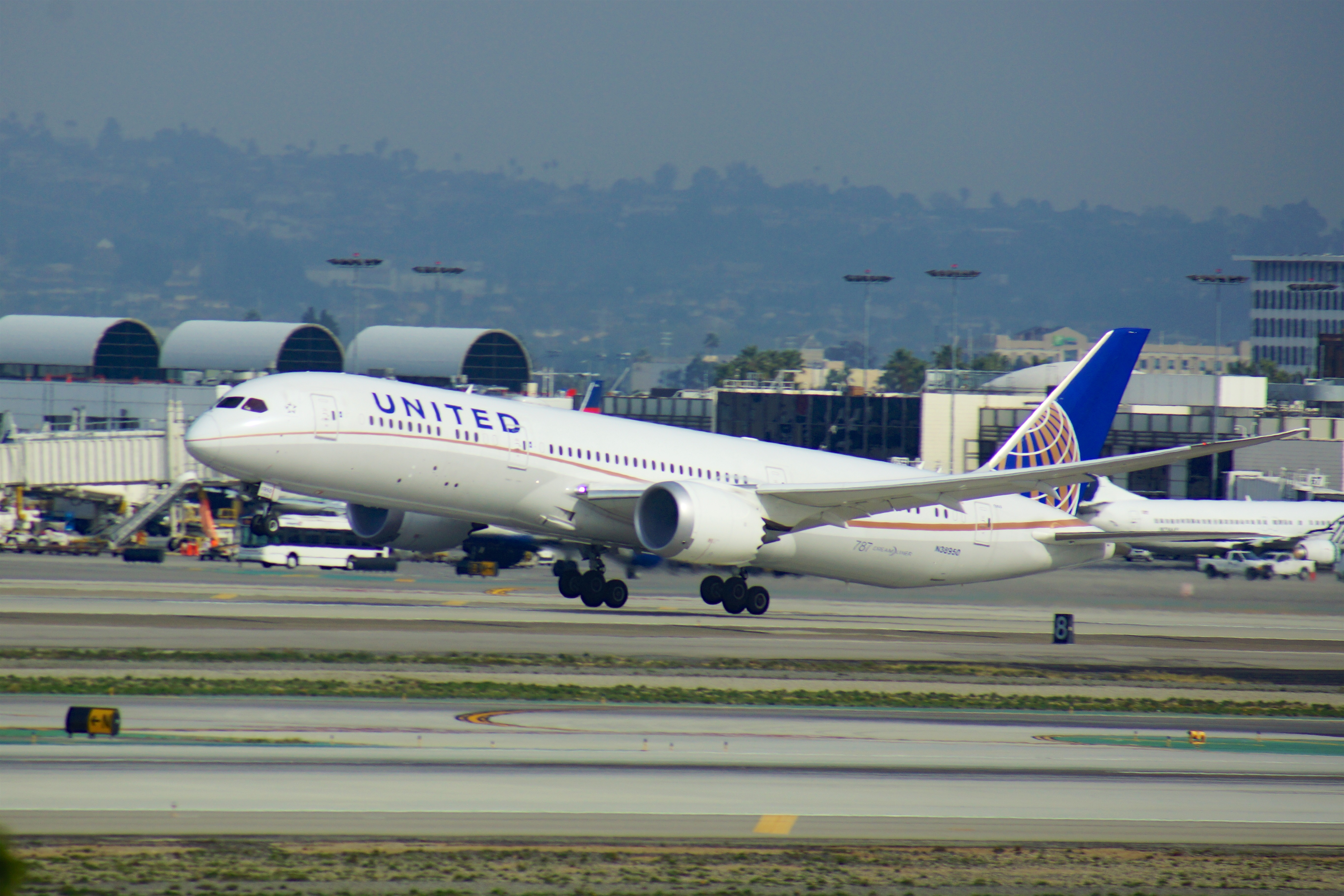
유나이티드 항공의 보잉 787-9
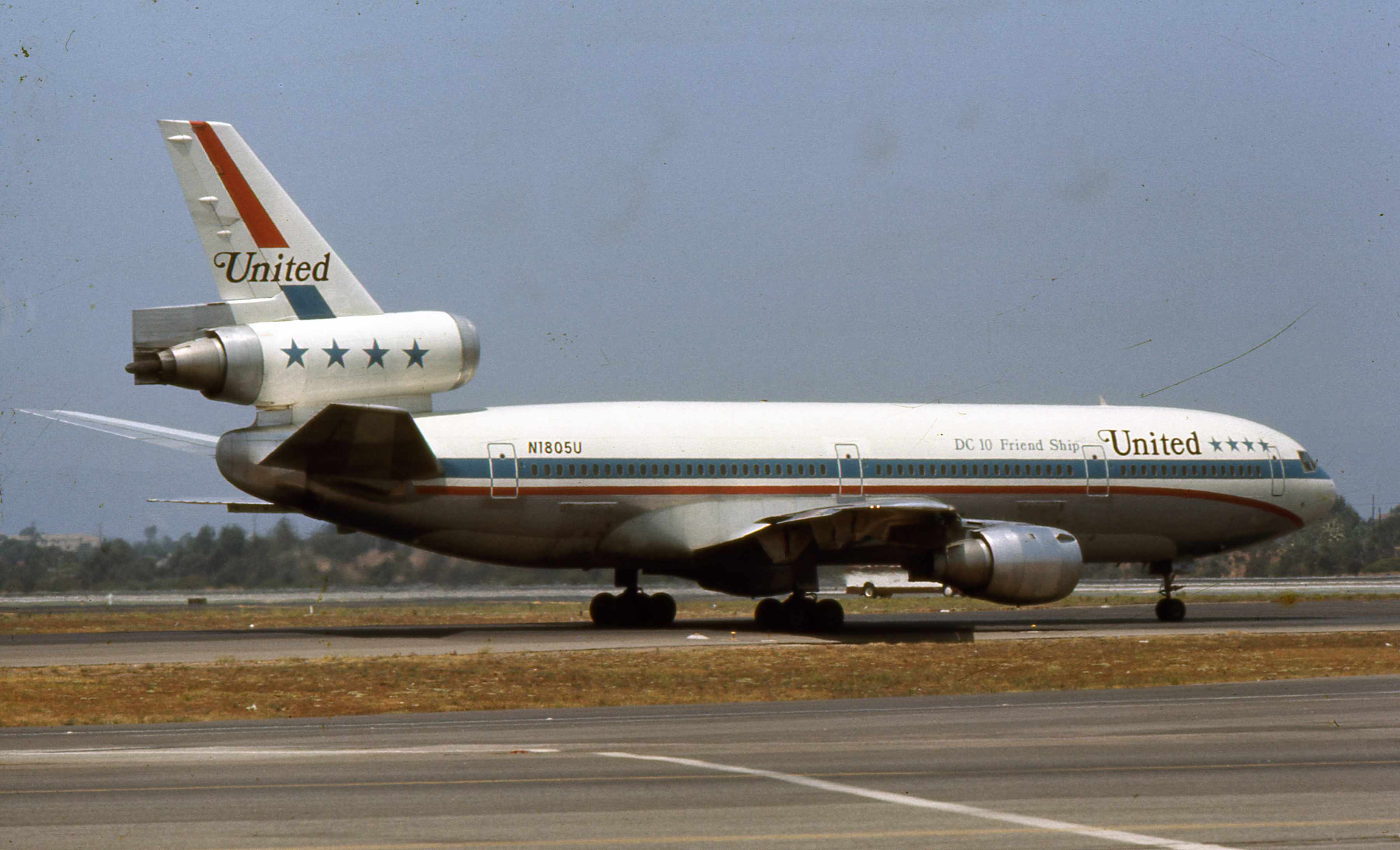
유나이티드 항공의 초창기 도색을 입힌 DC-10